# Belgrandiella wawrai
Belgrandiella wawrai is een slakkensoort uit de familie van de Hydrobiidae. De wetenschappelijke naam van de soort is voor het eerst geldig gepubliceerd in 1996 door Haase.